# Hodenpijl
Hodenpijl est un ancien village et une ancienne commune, et aujourd'hui un hameau situé dans la commune néerlandaise de Midden-Delfland, dans la province de la Hollande-Méridionale. Le 1er janvier 2005, le village comptait 130 habitants.
Hodenpijl est situé sur le Gaag.

## Histoire
Hodenpijl fut une commune indépendante jusqu'au 1er septembre 1855, quand elle a été supprimée et rattachée à Schipluiden. Entre 1812 et 1817, Hodenpijl avait déjà été rattaché à Schipluiden.